# 柳沼強
柳沼 強（やぎぬま つよし、1974年5月15日 - ）は、北海道出身の元プロ野球選手（捕手）。右投右打。
2019年より千葉ロッテマリーンズのスカウトを務めている。

## 来歴・人物
作新学院高等部から神奈川大学へ進み、4年秋には神奈川大学野球リーグのベストナインを獲得している。
1996年のドラフトで千葉ロッテマリーンズから6位で指名され入団。
しかし、1軍出場がないまま3年で現役を引退した。
引退後は、19年間に渡り千葉ロッテのブルペン捕手を務めていたが、2019年よりフロント入りしスカウトに就任した。担当エリアは北海道、東北、関東の一部大学。主な担当選手は佐々木朗希、河村説人。

## 詳細情報

### 年度別打撃成績
- 一軍公式戦出場なし

### 背番号
- 58 （1997年 - 1999年）
  - キャンプ中、一旦背番号を45番に変更（同時にマーク・キャリオンは7番に変更）していたが、開幕直前に柳沼・キャリオン共元に戻していた。（当時の「週刊ベースボール」掲載の名鑑では58番で、その後日本スポーツ出版社から発売された名鑑では45番となっていた）
- 92 （2000年 - 2018年）